# Ласкер (Північна Кароліна)
Ласкер (англ. Lasker) — місто (англ. town) в США, в окрузі Нортгемптон штату Північна Кароліна. Населення — 64 особи (2020).

## Географія
Ласкер розташований за координатами 36°21′1″ пн. ш. 77°18′21″ зх. д. / 36.35028° пн. ш. 77.30583° зх. д. (36.350221, -77.305747).  За даними Бюро перепису населення США в 2010 році місто мало площу 2,90 км², уся площа — суходіл.

## Демографія
Згідно з переписом 2010 року, у місті мешкали 122 особи в 55 домогосподарствах у складі 36 родин. Густота населення становила 42 особи/км².  Було 66 помешкань (23/км²).
Расовий склад населення:
| - 76,2 % — білих - 14,8 % — чорних або афроамериканців - 3,3 % — азіатів - 3,3 % — осіб інших рас |

До двох чи більше рас належало 2,5 %. Частка іспаномовних становила 3,3 % від усіх жителів.
За віковим діапазоном населення розподілялося таким чином: 18,0 % — особи молодші 18 років, 63,1 % — особи у віці 18—64 років, 18,9 % — особи у віці 65 років та старші. Медіана віку мешканця становила 47,7 року. На 100 осіб жіночої статі у місті припадало 100,0 чоловіків;  на 100 жінок у віці від 18 років та старших — 100,0 чоловіків також старших 18 років.
Середній дохід на одне домашнє господарство  становив 46 476 доларів США (медіана — 44 375), а середній дохід на одну сім'ю — 53 480 доларів (медіана — 60 625). Медіана доходів становила 31 071 долар для чоловіків та 15 625 доларів для жінок. За межею бідності перебувало 1,6 % осіб, у тому числі 0,0 % дітей у віці до 18 років та 0,0 % осіб у віці 65 років та старших.
Цивільне працевлаштоване населення становило 51 особа. Основні галузі зайнятості: освіта, охорона здоров'я та соціальна допомога — 29,4 %, роздрібна торгівля — 15,7 %, сільське господарство, лісництво, риболовля — 13,7 %, виробництво — 11,8 %.